# Острова Чичагова
Острова́ Чича́гова — группа из двух островов в архипелаге Земля Франца-Иосифа, Приморский район Архангельской области России.

## Расположение
Острова расположены в северной части архипелага, в 2 километрах от мыса Фельдера — западного окончания острова Карла-Александра. В 5 километрах к югу лежит другая группа островов — острова Понтремоли.

## Описание
Южный остров имеет вытянутую форму около 700 метров в длину, северный — около 400 метров. Острова свободны ото льда, особых возвышенностей нет, редкие каменистые россыпи на обоих островах.
Названы в честь исследователя Арктики, адмирала русского флота, Василия Яковлевича Чичагова. Отдельных названий не имеют.